# Trifon Triandafilakos
Trifon Triandafilakos, gr. Τρύφων Τριανταφυλλάκος (ur. w 1891 w Atenach, zm. ?) – szermierz reprezentujący Grecję, uczestnik letnich igrzysk olimpijskich w 1912, 1924, 1928 oraz 1936.